# Chelilabia piniphaga
Chelilabia piniphaga är en skalbaggsart som beskrevs av Moron och Nogueira 1998. Chelilabia piniphaga ingår i släktet Chelilabia och familjen Rutelidae. Inga underarter finns listade i Catalogue of Life.